# Litchfield (Minnesota)
Litchfield es una ciudad ubicada en el condado de Meeker en el estado estadounidense de Minnesota. En el Censo de 2010 tenía una población de 6726 habitantes y una densidad poblacional de 481 personas por km².

## Geografía
Litchfield se encuentra ubicada en las coordenadas 45°7′19″N 94°31′33″O / 45.12194, -94.52583. Según la Oficina del Censo de los Estados Unidos, Litchfield tiene una superficie total de 13.98 km², de la cual 11.48 km² corresponden a tierra firme y (17.91%) 2.5 km² es agua.

## Demografía
Según el censo de 2010, había 6726 personas residiendo en Litchfield. La densidad de población era de 481 hab./km². De los 6726 habitantes, Litchfield estaba compuesto por el 95.79% blancos, el 0.48% eran afroamericanos, el 0.15% eran amerindios, el 0.15% eran asiáticos, el 0% eran isleños del Pacífico, el 2.62% eran de otras razas y el 0.82% pertenecían a dos o más razas. Del total de la población el 7.24% eran hispanos o latinos de cualquier raza.